# Tarajos púposszövő
A tarajos púposszövő (Notodonta tritophus) a púposszövőfélék családjába tartozó, Eurázsiában honos éjjeli lepkefaj. 

## Megjelenése
A tarajos púposszövő szárnyfesztávolsága 4,5-5,5 cm. Feje és tora sötétbarna, a nőstényeken világosabb torrajzolattal. Az elülső szárny belső része, pereme, valamint a középfolttól kifelé eső rész barna, vörhenyesbarna vagy sötétbarna. A szárnytő sárgás vagy vörösesbarna, és ugyanilyen színű a belső harántsáv és a középfolt közötti rész is. A belső harántsáv kissé, a külső inkább csipkés, és ívelt is. A szárny közepén sárgás udvarú, barnássárga, ívelt, keskeny folt található. A szegélynél vörösbarna sáv húzódik. Az erek egy részét, különösen a középfolttól kifelé esőket, sötétbarna vagy fekete pikkelyek fedik. A hátulsó szárny fehér vagy sárgásfehér, a belső szeglete fekete vagy sötétszürke. Közepén kis, halványszürke folt látszik. Az elülső szárny fonákja szürke, a hátulsóé fehér. A szárnyak rojtja barna, illetve fehér.
Változékonysága nem számottevő.
Petéi lapított gömb alakúak, szürkés színűek.   
Hernyója színe változatos, lehet szürke, zöldes vagy vöröses is. Első három potrohszelvényén látványos, taréjszerű púp található; ezenkívül a 11. szelvényből egy erős, előrefelé mutató, tüskeszerű púp nő ki. Bábja vörösbarna. 

### Hasonló fajok
A tevehátú púposszövő, a ritka púposszövő és a füstös púposszövő hasonlít hozzá.

## Elterjedése
Eurázsiában honos az Ibériai-félszigettől Dél-Szibériáig. Magyarországon mindenütt előfordulhat, de nem gyakori. 

## Életmódja
Ártéri erdők, ligeterdők, sarjerdők lakója, ahol hernyója tápnövényeit megtalálja.  
Évente két nemzedéke nő fel, imágóit április-májusban, illetve július-augusztusban lehet látni. A nőstény a tápnövény leveleire helyezi petéit. Hernyója főleg nyárfák, ritkábban füzek vagy nyírfák leveleivel táplálkozik. Kifejletten a talaj repedéseiben bebábozódik; a második nemzedék bábja áttelel. 

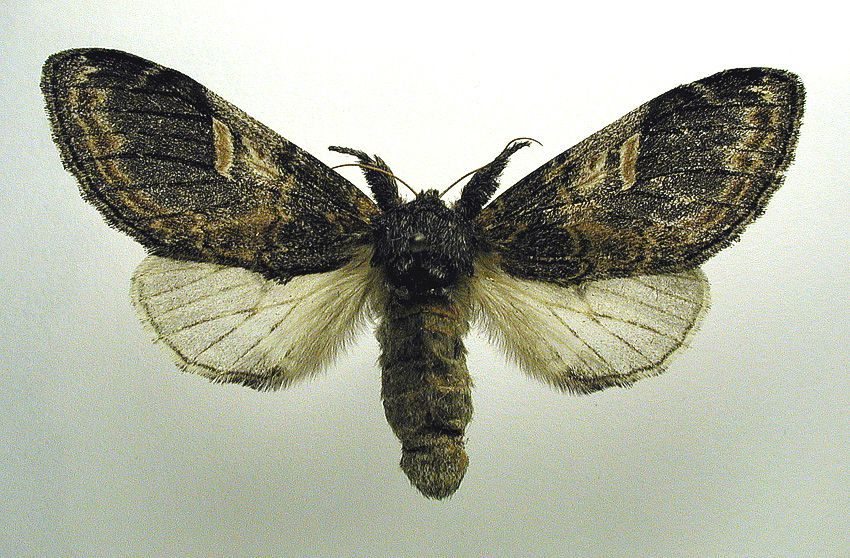
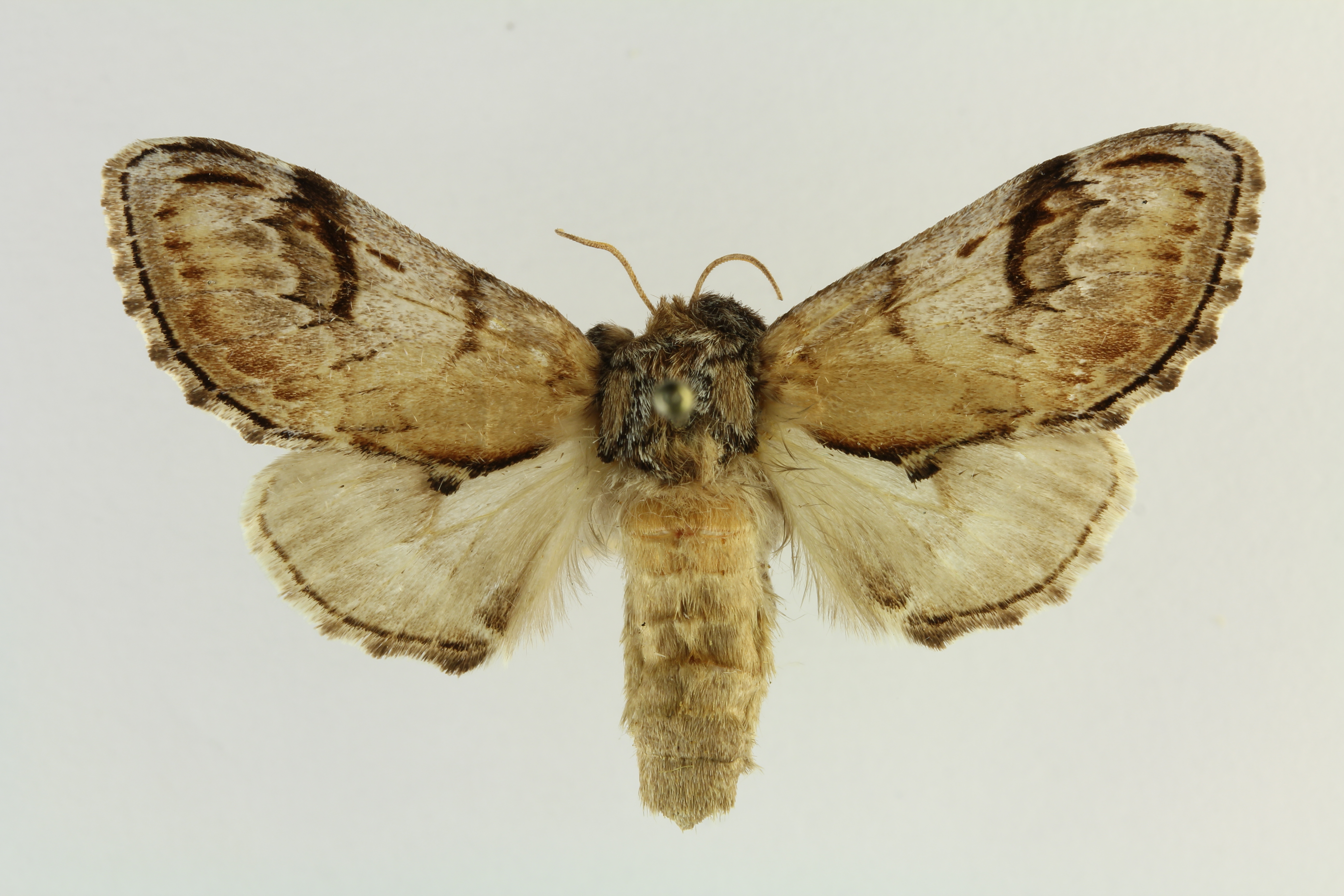
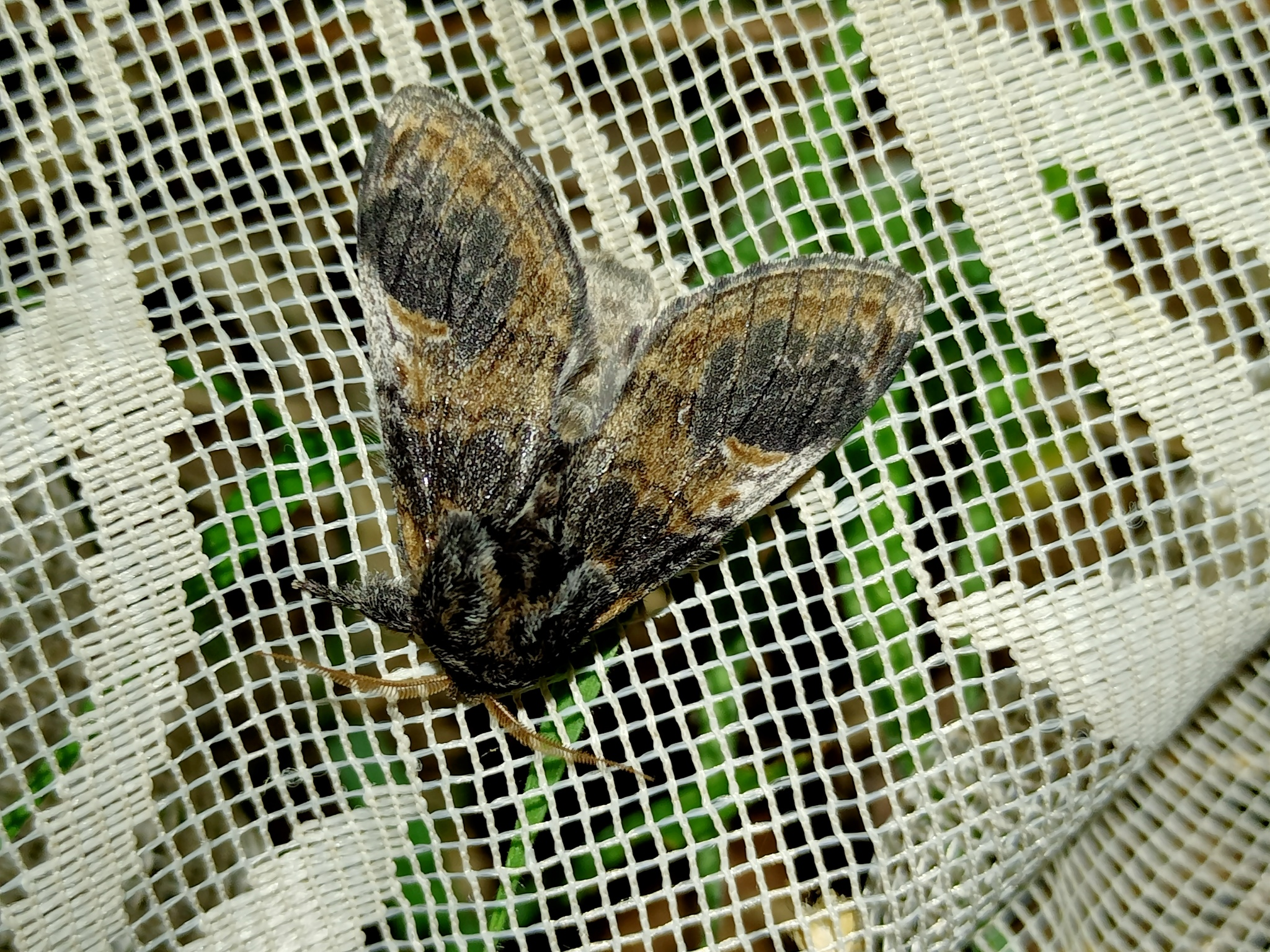
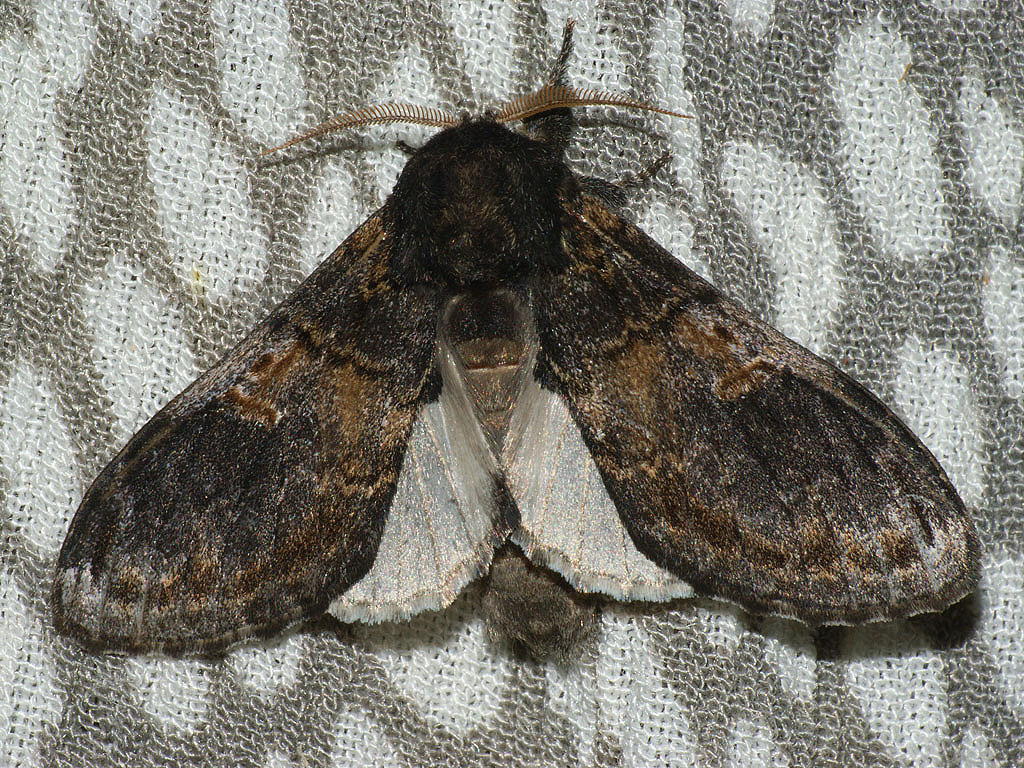
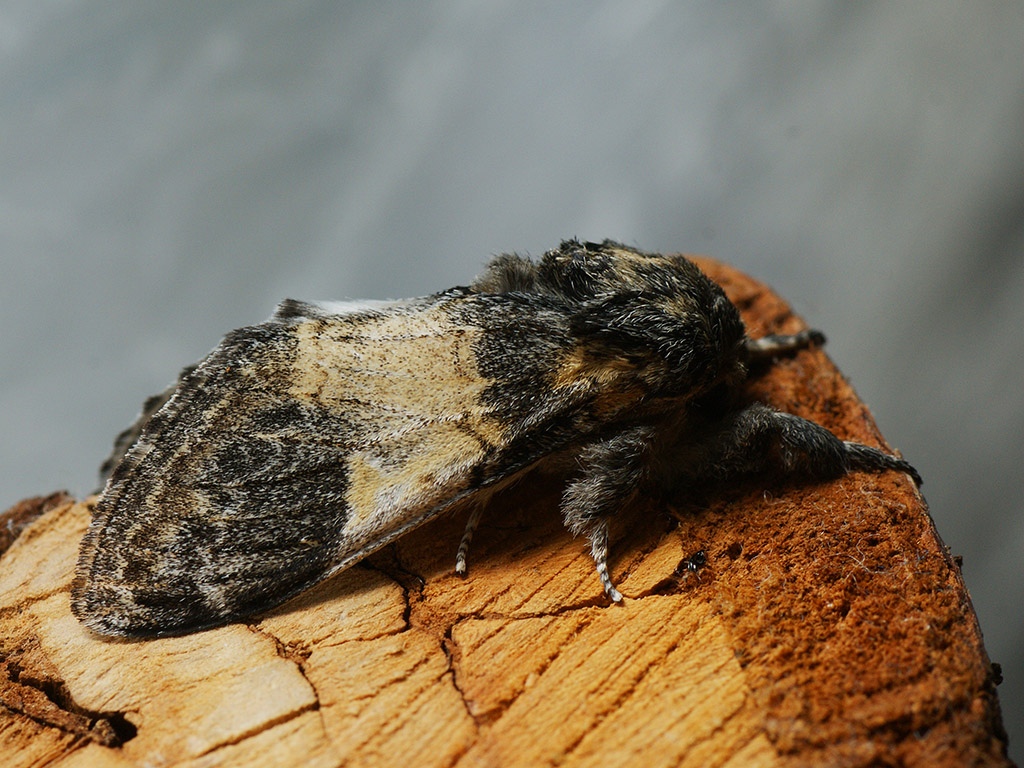

Magyarországon nem védett.